# Cuando estábamos vivos
Cuando estábamos vivos es una novela de la escritora española Mercedes de Vega. Se desarrolla en el Madrid de principios del siglo XX de los cafés literarios, las tertulias, las conspiraciones, los amores imposibles... 
La II República Española es el espacio temporal en el que se desarrolla la trama de la novela. El final de los años 20 y la crisis del 29, da comienzo a una década transcendente para Europa. El marco de la obra es el fin de la dictadura de Miguel Primo de Rivera, la huida del Rey Alfonso XIII, la resistencia de Madrid a caer en el asedio y el comienzo de la Guerra civil española. Estos sucesos empujan a los protagonistas a su catarsis personal. El ambiente es un personaje poderoso que modifica las vidas y el destino de todos los que deambulan por la novela Cuando estábamos vivos y, que a su manera, intentan sobrevivir y cambiar el curso de los acontecimientos.

## Argumento
Madrid, 1928. Lucía Oriol, protagonista testigo, narra desde el presente y desde Roma la aventura amorosa de su vida con Francisco Anglada, viudo empresario de origen judeoconverso y amor adúltero de Lucía Oriol, acaecido 60 años atrás, en el Madrid de la preguerra. Lucía Oriol narra lo que le sucedió a Jimena Anglada, única hija de Francisco. La fidelidad hacia este hombre y sus descendientes, y la necesidad de contar la verdad y todo lo que les ocurrió durante la guerra, desarrolla esta saga familiar, inspirada en hechos reales de los propios descendientes de Mercedes de Vega, en que se habla de la historia de dos familias y de una joven sin destino y de su tragedia en plena Guerra civil española. Y de lo que fue de su hijo Tomás en un Madrid convulsionado por la contienda.

## Temas
La memoria, la identidad, la genealogía, lo sefardí, la sexualidad extramatrimonial, la pobreza, la muerte, la filantropía, lo político y lo religioso. Cuando estábamos vivos es el Madrid de los hospicios y de los hospitales de beneficencia. La ciudad de Madrid como protagonista, donde las obras de caridad y filantrópicas se solapan con los esfuerzos de los gobiernos para terminar con una población sumida en la pobreza. Pero también la ciudad del Gran Casino y del Círculo de Bellas Artes, de los teatros y de la Residencia de Estudiantes, del Cuartel de la Montaña y del Parque del Oeste. La ciudad del contraste de barriadas como Prosperidad con el moderno desarrollo de la Ciudad Lineal diseñada por Arturo Soria. En este entorno se fragua la historia y la trama de la novela, y toman vida y acción todos y cada uno de sus protagonistas. Ellos se mueven por los parques, cafés y callejones. Por las estrechas calles como la de Factor, o la del Príncipe, en la que se inaugura en 1917 la primera sinagoga de Madrid en un piso particular. Los antagonismos también son objetos filosóficos entre hermanos, amantes, esposas y maridos, e hijos y padres.

## Personajes

### Familia Anglada
1. Ezequiel Anglada (1854-1912), padre de Francisco y David. En su lápida está grabado del símbolo familiar: la mano de Miriam.
2. Miriam de Vera (1860-1912), madre de los hermanos Anglada.
3. Juliana Roy (1895-1919), madre de Jimena y esposa de Francisco. Muere en la Ermita San Cosme, en un bosque de hayas, en el río Piedra, a 10 km de Tres Robles.
4. Francisco Anglada, padre de Jimena, viudo de Juliana Roy y amante de Lucia Oriol.
5. David Anglada, hermano de Francisco. Sacerdote.
6. Jimena Anglada Roy, hija de Francisco y Juliana Roy.
7. Felipe Roy, padre de Juliana y abuelo de Jimena. Guarda del cementerio de (Milmarcos), curtidor y guadamecí.
8. Tomás Anglada Roy, hijo natural de Jimena Anglada.
9. Ama Fernanda, ama de Jimena.
10. Sara: yegua de Juliana Roy.

### Familia Oriol Arzúa de Farnesio
1. Lucia Oriol, casada con Roberto Arzúa de Farnesio.
2. Alfonso Oriol, Marqués del Valle, padre de Lucía.
3. Emilia Palacios, Marquesa del Valle, esposa de Alfonso Oriol,
4. Roberto Arzúa de Farnesio, esposo de Lucia Oriol. Italiano, (camisa negra) de Mussolini.
5. Claudio Arzúa de Farnesio Oriol, hijo de Lucia y Roberto.
6. Blasco Arzúa de Farnesio Oriol, hijo de Lucía Oriol y Roberto Arzúa de Farnesio.
7. Lucrecia, madre de Roberto.
8. Laura Bastiani, nuera de Lucía Oriol, esposa de Blasco. Propietaria del Palacio Bastiani, en Villa Borghese, Roma.

### Personajes sin parentesco
1. Pere Santaló, amigo y novio de Jimena. Miliciano.
2. Midrás Feijóo, amigo y consejero de Francisco Anglada. Corredor de fincas. Judío sefardita.
3. Doctor Monroe, médico de la familia Oriol.
4. Dolores, nodriza de los hijos de Lucia.
5. Constantín, tío de Lucía.
6. Arón, el capataz de Tres Robles.
7. La mujer de los pechos vacíos', arquetipo de la pobreza de los sotabancos.